# 돌리옵소이데스속
돌리옵소이데스속(Doliopsoides)은 탈리아강 돌리올룸목에 속하는 피낭동물 속의 하나이다.. 돌리옵소이데스과(Doliopsoididae)의 유일속으로 3종으로 이루어져 있다.

## 하위 종
- D. atlanticum Godeaux, 1996 - 대서양에서 발견[1]
- D. horizoni Tokioka & Berner, 1958 - 태평양에서 발견[1]
- D. meteori Krüger, 1939 - 대서양에서 발견[1]